# 林肯鎮區 (密蘇里州賈斯珀縣)
林肯鎮區（英語：Lincoln Township）是位於美國密蘇里州賈斯珀縣的一個行政鎮區。

## 地方資料
林肯鎮區的面積為100.27平方千米，當中陸地面積為100.24平方千米，而水域面積為0.03平方千米。根據2020年美國人口普查的數據，當地共有人口270人，而人口密度為每平方千米2.69人。